# José Clua Queixalós
José Clua Queixalós (Corbera d'Ebre, 12 de març de 1923 – febrer de 2005) va ser un advocat i polític català.

## Biografia
Llicenciat en dret per la Universitat de Barcelona el 1948. Durant el període 1950-1960 fou alcalde de Corbera d'Ebre. Fou procurador en Corts franquistes per l'Administració Local entre 1969 i 1977, i president de la Diputació de Tarragona de desembre de 1968 fins a març de 1979. També fou president de la Federació Provincial de Cooperatives i vocal de la Federació Nacional de Cooperatives. Va ser professor de l'Escola de Graduats Socials de Tarragona.
Treballà posteriorment com a assessor jurídic de la Cambra Agrària Provincial de Tarragona i de la Unió de Cooperatives de Tarragona. Fou elegit diputat a les eleccions al Parlament de Catalunya de 1980 com a cap de llista per la circumscripció de Tarragona per Centristes de Catalunya-UCD. En el Parlament de Catalunya fou vicepresident segon de la comissió de Seguiment i Provisional i secretari de la comissió d'Organització i Administració de la Generalitat i Govern Local.